# Lambda Velorum
Lambda Velorum (λ Vel / λ Velorum, nota anche come Suhail) è una stella gigante brillante arancione di magnitudine +2,23 situata nella costellazione delle Vele. La distanza è stimata sui 545 anni luce dal sistema solare.

## Etimologia
Il nome Suhail (o anche Al Suhail, Alsuhail, Suhail Alwazn) deriva dall'arabo السهيل الوزن (suhayl al-wazn) che significa " la gloriosa (stella) del ciclo". Talvolta viene anche indicata come Suhail al Muhlif, utilizzato pure per Gamma Velorum.

## Osservazione
Si tratta di una stella situata nell'emisfero australe. La sua posizione moderatamente australe fa sì che questa stella sia osservabile specialmente dall'emisfero sud, in cui si mostra alta nel cielo nella fascia temperata; dall'emisfero boreale la sua osservazione risulta invece più penalizzata, specialmente al di fuori della sua fascia tropicale. La sua magnitudine pari a +2,23 le consente di essere scorta con facilità anche dalle aree urbane di moderate dimensioni.
Il periodo migliore per la sua osservazione nel cielo serale ricade nei mesi compresi fra febbraio e giugno; nell'emisfero sud è visibile anche per buona parte dell'inverno, grazie alla declinazione australe della stella, mentre nell'emisfero nord può essere osservata in particolare durante i mesi primaverili boreali.

## Caratteristiche fisiche
La stella è una supergigante o gigante brillante arancione, la sua classe spettrale è infatti K4Ib-II, a metà strada tra due diverse classi di luminosità. Ha un'età di 32 milioni di anni ed una massa che è stata stimata in 8,5 volte quella del Sole, al limite dunque oltre il quale una stella può terminare la propria esistenza esplodendo in supernova, piuttosto che divenire una nana bianca. La temperatura superficiale è di 4000 K o poco più, il raggio è enorme rispetto a quello solare (207 R⊙), e la sua luminosità, includendo la correzione dovuta all'assorbimento del mezzo interstellare, 11.000 volte maggiore.
Gli studi condotti hanno mostrato che la luminosità della stella è soggetta a fenomeni di variabilità: infatti, la magnitudine apparente varia tra +2,14 e +2,30 in un arco di tempo leggermente irregolare, ragion per cui è annoverata tra le variabili semiregolari.
Possiede una magnitudine assoluta di -3,98 e la sua velocità radiale positiva indica che la stella si sta allontanando dal sistema solare.
Alla stessa distanza di Lambda Velorum si trova un'associazione stellare molto dispersa e del diametro di diversi gradi, catalogata come Platais 9.

## Sistema stellare
Lambda Velorum è un sistema stellare formato da due componenti. La componente principale A è una stella di magnitudine 2,23. La componente B è di magnitudine 14,8 separata da 18,2 secondi d'arco da A e con angolo di posizione di 137 gradi.